# Sladeniaceae
Sladeniaceae es una familia de plantas de fanerógamas con dos  géneros que pertenece al orden Ericales. Naturales de las regiones tropicaesl de Birmania, Yunan y Siam.

## Características
Son árboles con hojas alternas, simples, enteras con los márgenes serrados o dentados. Son hermafroditas con las inflorescencias dispuestas en cimas terminales.

## Géneros
- Ficalhoa
- Sladenia